# Gilingan
Gilingan is een bestuurslaag in het regentschap Surakarta van de provincie Midden-Java, Indonesië. Gilingan telt 17.408 inwoners (volkstelling 2010).